# بازتابنده سهمی

سهمی‌گون (مدور)

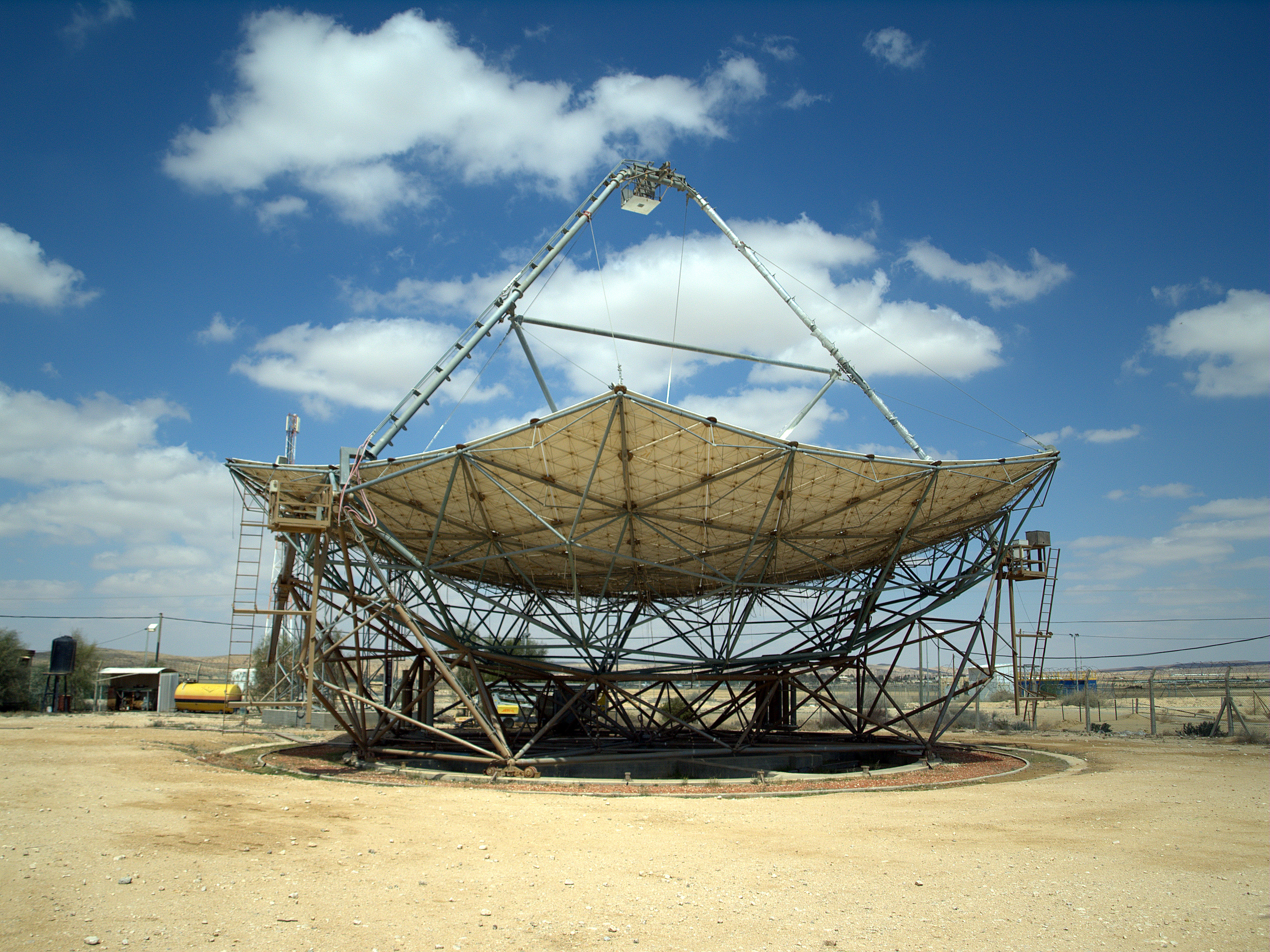
یکی از بزرگترین بشقاب‌های سهمی خورشیدی جهان در مرکز ملی انرژی خورشیدی بن گوریون در اسرائیل

بازتابنده سهمی (یا سهموی یا پارابولیدال) (یا ظرف یا آینه)، (انگلیسی: Parabolic reflector) یک سطح بازتابنده است که از آن برای جمع‌آوری یا افکندن انرژی مانند نور، صدا یا امواج رادیویی استفاده می‌شود. شکل آن بخشی از یک سهمی دایره‌ای است، یعنی سطح تولید شده توسط یک سهمی که حول محور آن می‌چرخد. بازتابندهٔ سهموی یک موج صفحه ورودی را که در امتداد محور در حال حرکت است به موج کروی که به سمت کانون جمع می‌شود تبدیل می‌کند. برعکس، یک موج کروی تولید شده توسط یک منبع نقطه‌ایِ قرار گرفته در کانون به یک موج صفحه‌ای که به عنوان یک پرتو جمع شده در امتداد محور پخش می‌شود، منعکس می‌شود.
از بازتابنده کننده‌های سهموی برای جمع‌آوری انرژی از یک منبع دور (به عنوان مثال امواج صوتی یا نور ورودی از ستارگان) استفاده می‌شود. از آنجا که اصول بازتاب قابل برگشت هستند، می‌توان از بازتابنده‌های سهموی برای برخورد تابش از یک منبع ایزوتروپیک به یک پرتو موازی نیز استفاده کرد. در اپتیک، از آینه‌های سهمی برای جمع‌آوری نور در تلسکوپ‌های بازتابنده و کوره‌های خورشیدی، و تولید پرتوی نور در چراغ قوه، چراغ‌های جلو، چراغ‌های جلوی صحنه و چراغ‌های جلو اتومبیل استفاده می‌شود.